# Unione dei Comuni Lombarda Lario e Monti
Unione dei Comuni Lombarda "Lario e Monti" è la denominazione assunta nel 2019 da una unione di comuni, costituita dai comuni di Blevio e Torno, fondata il 27 febbraio 2019. Sostituisce la precedente Unione, con la stessa denominazione, che comprendeva anche i comuni di Faggeto Lario, Nesso, Pognana Lario, Veleso e Zelbio, che si è sciolta nel 2018. 
Il territorio dell'Unione è situato a nord-est del capoluogo provinciale di Como, con il quale confina, e si affaccia sulle acque della sponda orientale del ramo sinistro del Lago di Como; diversi sentieri conducono verso i monti appartenenti al complesso del Triangolo Lariano.
Gli uffici dei servizi unificati hanno sede presso il municipio di Torno. Presso il municipio di Blevio ha sede stabile l'ufficio anagrafe del Comune di Blevio e l'ufficio di Polizia Locale; in alcuni giorni della settimana presso il municipio di Blevio è presente personale dell'Ufficio Tecnico e dei Servizi Sociali dell'Unione.